# Kastell Batavis

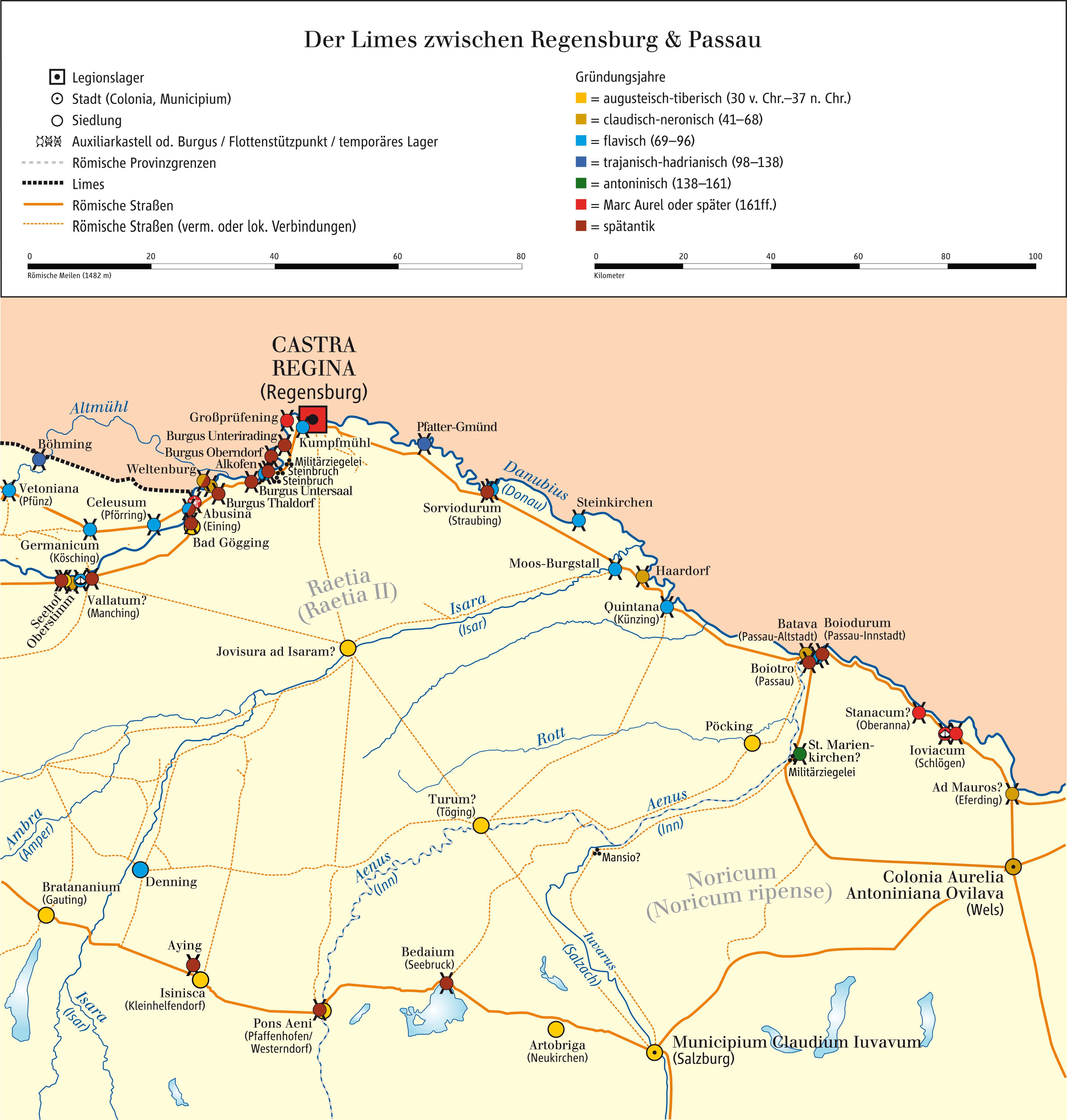
Lage von Batavis am rätischen Limes

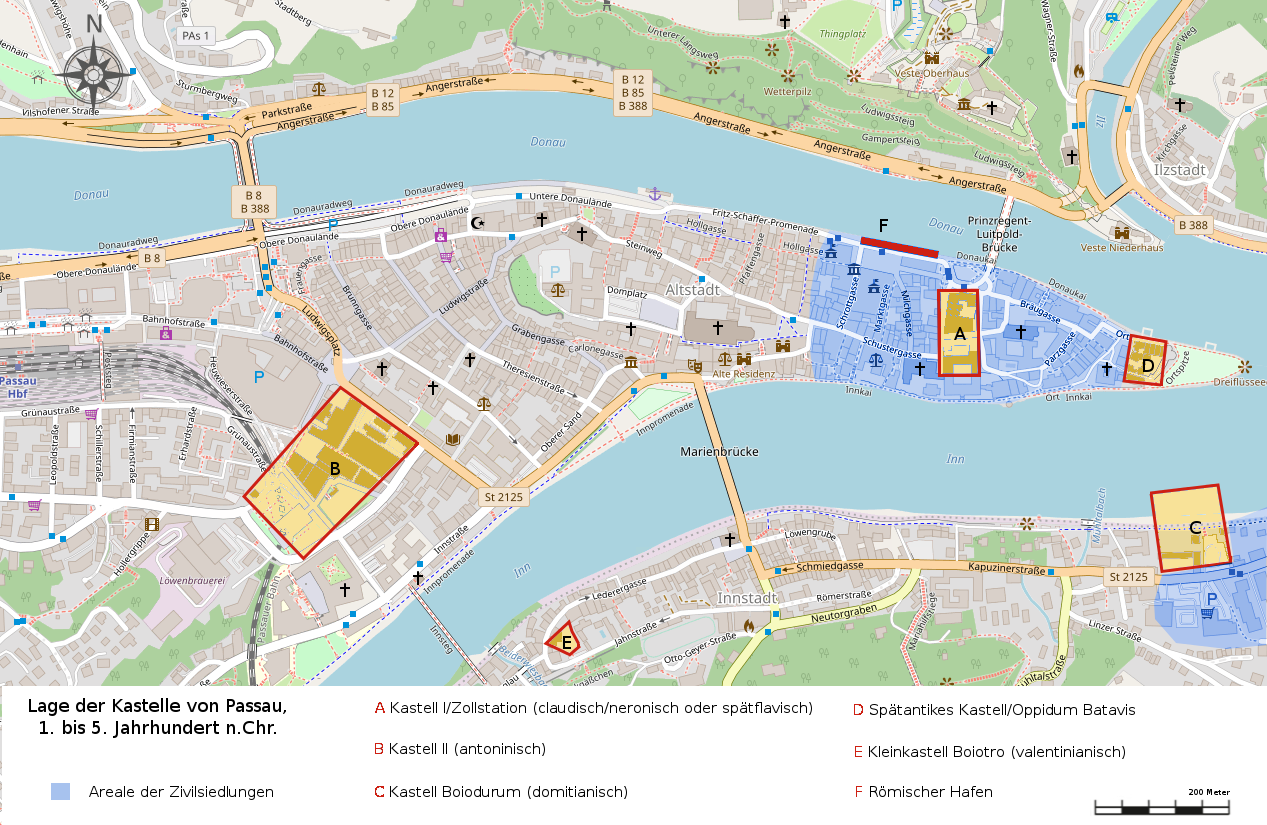
Kastelle von Passau, 1. bis 5. Jh. n. Chr.

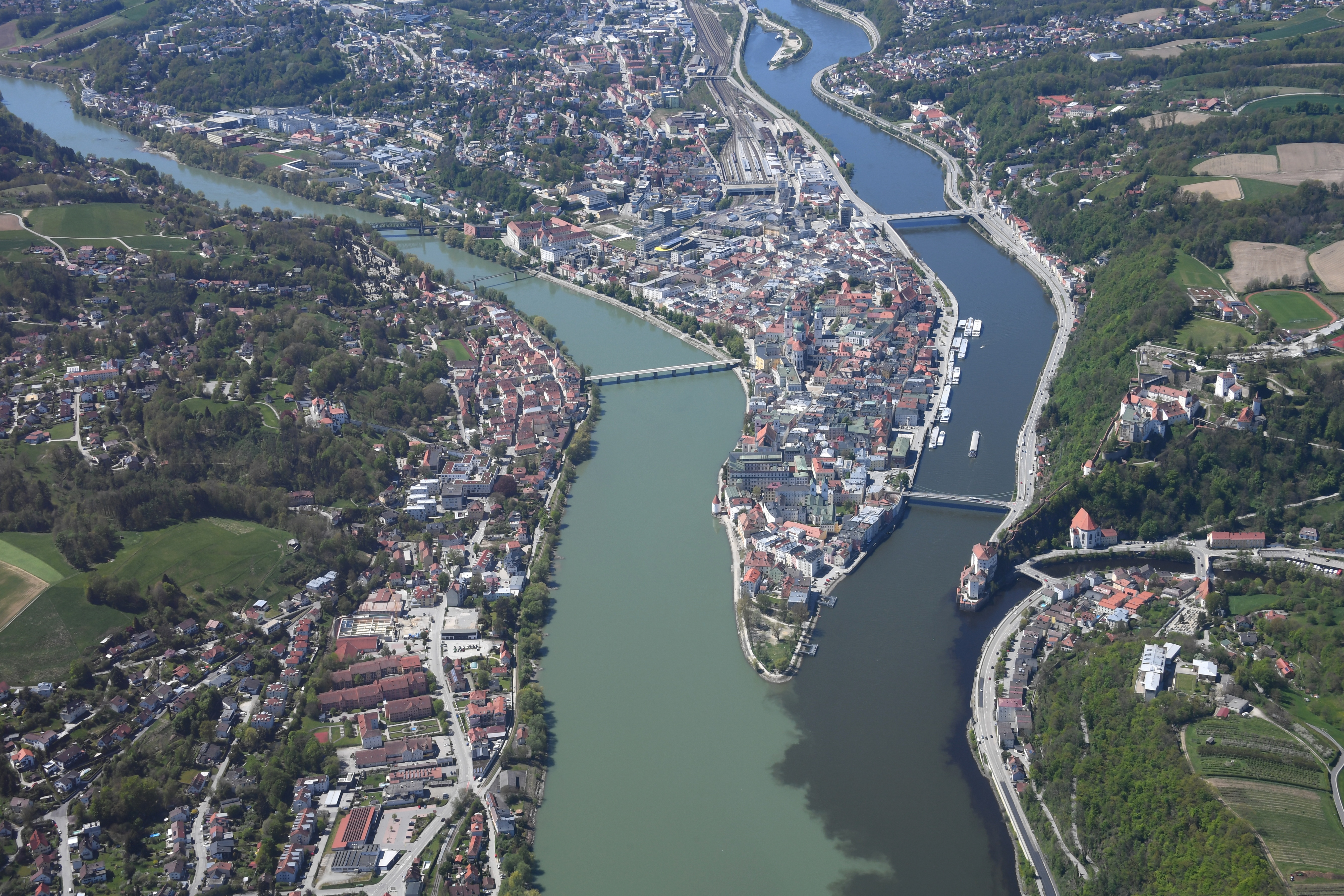
Das topografische Charakteristikum Passaus: der Zusammenfluss der Flüsse Inn, Donau und Ilz (in der Abb. von links nach rechts)

Kastell Batavis (Castra Batava) ist die Sammelbezeichnung für ein mehrperiodiges römisches Grenzkastell und ein daran angeschlossenes ziviles Handelszentrum auf dem Gebiet der heutigen Altstadt von Passau im Regierungsbezirk Niederbayern, Deutschland. Das Kastell ist seit 2021 mit seinen zugehörigen zivilen Anlagen Bestandteil des zum UNESCO-Weltkulturerbe erhobenen Donaulimes.
Durch seine günstige topographische und wirtschaftsgeographische Lage an der Grenze zum freien Germanien entwickelte sich Batavis rasch zu einer regional sehr wichtigen Zivilstadt und Armeestützpunkt, was auch durch die Errichtung dreier Kastelle zu beiden Seiten des Innflusses bis ins 2. Jahrhundert n. Chr. unterstrichen wird. Die Donau bildete einen natürlichen Schutzriegel, hinzu kam die durch den Inn markierte Grenze zwischen den Provinzen Noricum und Raetien. Das auf einer Landzunge zwischen Donau (Danuvius) und Inn (Aenus) gelegene Kastell war Standort einer Hilfstruppenkohorte (Auxilia). Seine Besatzung war für Sicherungs- und Überwachungsaufgaben am rätischen Donaulimes zuständig. Der Name „Batavis“ leitet sich von der hier stationierten Truppe vom niedergermanischen Stamm der Bataver ab (siehe auch Abschnitt „Garnison“). Aus ihm entwickelte sich im Laufe der Zeit der heutige Name „Passau“. Der Niedergang des Römischen Reiches wirkte sich ab dem späten 3. Jahrhundert auch auf Batavis und das Kleinkastell Boiotro – am Südufer des Inns – aus. Im Jahre 470 n. Chr. gründete Severin von Noricum hier ein Kloster. Damals waren wahrscheinlich aber nur noch das Kleinkastell und ein Wachturm („Burgus“) in Haibach von Soldaten besetzt. In spätantiker Zeit hatte sich der Ort in ein rein ziviles Oppidum gewandelt, das auch – im Zusammenhang mit den Abzug der Romanen aus Ufernorikum – in der Severinsvita erwähnt wird. Laut der Vita wurden Batavis und Boiotro zwischen 470 und 480 von Alemannen und Thüringern zerstört und danach von einem Großteil der provinzialrömischen Bevölkerung verlassen.

## Name
Der Geograph Claudius Ptolemäus erwähnt im östlichen Rätien ein Oppidum der Kelten, Boiodurum, d. h. die „Festung des Boios“ oder auch des Volks der Boier, womit nur die archäologisch nachgewiesene Siedlung der Latènekultur auf der Halbinsel und am Ufer des Inns gemeint sein kann. Der Name „Batavis“ und damit auch der heutige Ortsname leiten sich vermutlich von einer hier stationierten batavischen Auxiliartruppe ab. Batavis wird auch mehrmals bei Eugippius, Vita Sancti Severini, erwähnt.

## Lage
Boiodurum/Batavis war aufgrund seiner Lage an einer der wichtigsten Fernstraßen der Antike schon früh ein Verkehrsknotenpunkt sowie ein bedeutendes Handelszentrum zwischen Ost und West bzw. dem freien Germanien und Italien. Eine weitere Straßenverbindung führte über Iuvavum (Salzburg) nach Aquileia. Die früheste römische Fortifikation lag an der Mündung des Inn in die Donau im Bereich der heutigen Passauer Altstadt. An der Stelle des zweiten Lagers befindet sich heute der Dom St. Stephan. Verwaltungsrechtlich gehörte es der Provinz Raetia bzw. später der Raetia secunda an und unterstand unmittelbar der Civitas Catenates, deren Metropole aber bis dato unbekannt geblieben ist.

## Topographie
Die Topographie wird durch das Aufeinandertreffen dreier Flüsse geprägt: Der aus den Ostalpen kommende Inn, die von Westen heranströmende, dabei den ganzen südbayrischen Raum durchquerende Donau und die von Norden aus dem Bayerischen Wald einmündende Ilz. Die Donau durchbricht von West nach Ost die Urgesteinplatte des Böhmischen und Bayerischen Waldes und bildete dort im Laufe der Zeit ein tief eingeschnittenes Durchbruchstal. Genau an dieser Stelle trifft von Süden her der Inn fast senkrecht auf den Donaustrom. Vor seiner Mündung in die Donau durchschneidet der Inn einen kristallinen Bergausläufer und wird von einem Gneisblock, dem linken Donauhochufer, vom direkten Zusammenfluss abgelenkt. Deshalb schwenkt der Innverlauf nach Osten ab und fließt noch zwei Kilometer parallel zur Donau, bis sich beide schließlich in einer 400 m breiten Mündungssee vereinigen. Donau und Inn häuften mit ihren Geröllen im Laufe der Jahrhunderte tertiäre Schotterterrassen auf. Die Flussbette haben sich im Gegenzug tief in die hauptsächlich aus Gneis und Granit bestehenden Gesteinsschichten eingegraben, sodass im Nahbereich der heutigen Altstadt teilweise sehr steil abfallende Uferlandschaften entstanden sind. Nur die 20 Meter hohe, keilförmige Landzunge des sogenannten Dreiflüsseecks läuft im Osten relativ flach aus. Sie bildet ein fast gleichschenkliges Dreieck, dessen Donau- und Innseite an der Ortspitze aufeinandertreffen. Bei Hochwasserereignissen wurde im Westteil eine natürliche Senke überflutet und stellte eine Verbindung zwischen den Flüssen her. Damit war die Spitze der Halbinsel zeitweise vollkommen vom Wasser umspült. Die höchste Erhebung – der Domberg – war weitgehend hochwassersicher. Bei Niedrigwasser ragten an der Strecke vom heutigen Vilshofen bis zur Mündung der Ilz aus dem Fluss zahlreiche Granitfelsklippen hervor, die die Schifffahrt behinderten und gefährliche Strudel erzeugten. Das letzte derartige Hindernis, der Schusterstein, konnte erst 1907 durch Sprengung beseitigt werden. Donau und Inn schützten so die Halbinsel auf ihrer Nord-, Ost- und Südseite. Auch der Zugang von der Landseite, im Westen, ließ sich ohne großen Aufwand blockieren.

## Funktion
Wie in den Jahrtausenden zuvor spielte auch für die Kelten der Spätlatènezeit die günstige wirtschaftsgeographische Lage der Flussinsel eine entscheidende Rolle für die Anlage des etwas größeren Oppidum Boiodurum. Das ihm nachfolgende römische Boiodurum/Batavis war das Tor zu den Provinzen Ratia (Rätien) und Noricum (Norikum) und gleichzeitig Grenze zwischen dem gallischen und illyrischen Zollbezirk
- quadragesima Galliarum bzw.
- publicum portorii Illyrici.

Die Kastelle am Nordufer des Inns waren Bestandteil des rätischen Limes. Zu den Aufgaben der Besatzung zählten die Sicherung der Flussgrenze (ripa) bzw. des Innüberganges von der römischen Provinz Raetia nach Noricum, die Eintreibung von Zöllen, die Nachrichtenübermittlung entlang des Limes sowie die Überwachung und Kontrolle der Straßenverbindungen. Der Verkehr auf den Flüssen und der Limesstraße (via iuxta Danuvium) konnte von hier aus wirksam kontrolliert und die Handelsgüter durchreisender Kaufleute konnten zu Stapelware erklärt werden. Der Bayerische Wald und der Böhmerwald bildeten im Norden einen natürlichen und nur schwer zugänglichen Riegel. Es war daher kaum zu befürchten, dass potentielle Invasoren von dort aus einfielen. Solche Angriffe befürchtete man eher entlang der großen Flüsse. Um darauf vorbereitet zu sein, befuhren ständig Patrouillenschiffe die Donau. Zusätzlich wurde eine Sicherungslinie aus Wachtürmen und Kastellen errichtet, die durch die Limesstraße miteinander verbunden waren und mit denen die Grenze einigermaßen überwacht werden konnte.

## Forschungsgeschichte
Im Stadtgebiet sind Funde aus der Steinzeit geborgen worden (Steinbeil, Steinhacke), der Domberg selbst dürfte schon früh mit einem Ringwall umgeben worden sein, dieser wurde mehrfach zerstört, aber danach immer wieder aufgebaut. Seine Spuren lassen sich bis in die Latènezeit verfolgen.
Die Erforschung der antiken Überreste von Kastell und Siedlung im Altstadtbereich begannen mit dem Sammeln von Zufallsfunden im 19. und frühen 20. Jahrhundert. Paul Reinecke untersuchte zwischen 1918 und 1919 die Reste der sogenannten „Römerwehr“ im Seminargarten von St. Stephan. In den 1920er Jahren wurde in der Kirche St. Severin im Passauer Stadtteil Innstadt ein antiker Reliquienbehälter entdeckt, allerdings nicht als solcher erkannt. Er gilt seitdem als verschollen.
Erst nach dem Zweiten Weltkrieg erfuhren die Forschungstätigkeiten im Zusammenhang mit Batavis einen spürbaren Aufschwung. 1976 legte Walter Sage in der Kirche St. Severin einen spätantiken Sakralbau frei, der vermutlich aus der Zeit des Severin von Noricum stammt. 1978 konnte Rainer Christlein bei Grabungen des Bayerischen Landesamtes für Denkmalpflege das spätantike Kastell bzw. die Zivilsiedlung im Bereich der Klosterkirche „Zum Heiligen Kreuz“ und dem Kloster Niedernburg lokalisieren. Dabei wurde festgestellt, dass der früheste Kirchenbau, möglicherweise erst um 700, direkt auf den Ruinen des spätantiken Kastells errichtet wurde. Die über 1000 geborgenen römischen Münzen stammen meist aus den östlichen Provinzen des Römischen Reiches. 1981 kamen bei Ausbaggerungen aus dem Inn mittelkaiserzeitliche Grabsteine zum Vorschein, die vermutlich als Spolien in die spätantike Wehrmauer eingefügt worden waren. Dies war auch ein Indiz dafür, dass ihr südlicher Abschnitt einst aufgrund kontinuierlicher Unterspülung in den Fluss gestürzt sein könnte.

## Entwicklung

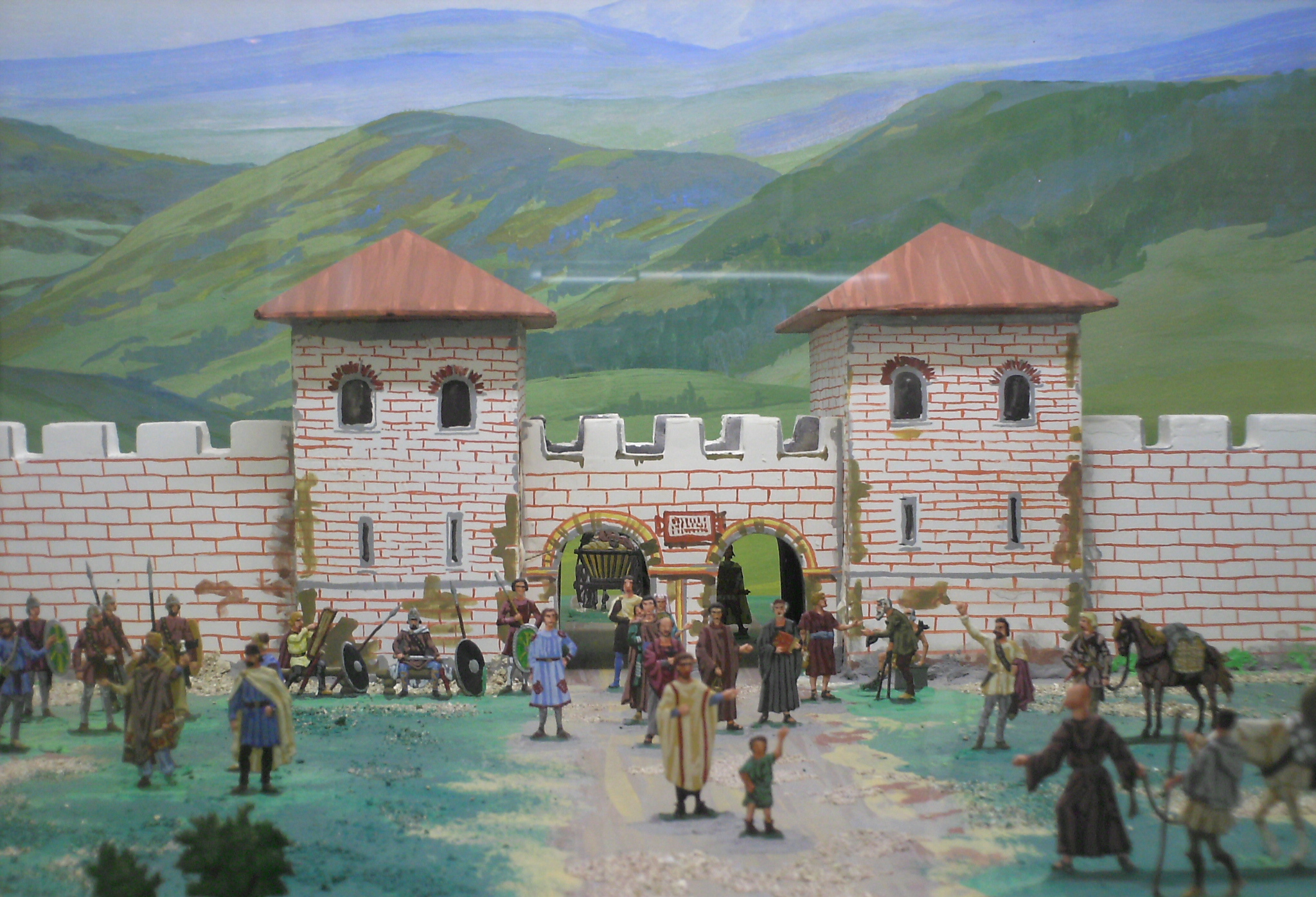
Severin trifft mit dem Alamannenkönig Gibuld vor Batavis zusammen, Zinnfigurendiorama im Römermuseum Tulln

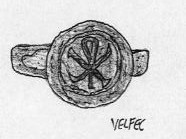
Skizze eines Rings mit Christogramm, 4. Jh. n. Chr., Fundort Klosterkirche Niedernburg

### Vorrömische Zeit
Die Besiedlung des Ortes setzte vermutlich ab der Bronzezeit (2000 bis 1000 v. Chr.) ein. Um 400 v. Chr. wandern die Kelten in die Region um Passau ein und gründen hier ebenfalls eine Siedlung. In der Hallstattzeit (1000 bis 500 v. Chr.) herrschte hier ein reger Handelsverkehr mit dem Süden und Italien (Etrurien). Für den Transport der Handelsgüter wurden hauptsächlich die Wasserwege benutzt. Auch ein alter Saumpfad, heute bekannt als „Weg durch den Wald“, entlang der Ilz und der Erlau, dürfte damals schon benutzt worden sein. Die spätkeltische Siedlung erstreckte sich vom Kloster Niedernburg bis zum Rindermarkt, ihr Hafen befand sich in Höhe des heutigen alten Rathauses. Das keltische Oppidum wurde rund 100 Jahre vor Ankunft der Römer aufgegeben.

### 1. bis 2. Jahrhundert
Bei ihrem Vorstoß nach Norden erkannten die Römer sofort die hohe strategische Bedeutung dieses Dreiflüssetals. Der Inn bildete die Grenze zwischen den beiden Provinzen Rätien und Noricum. Möglicherweise wurde schon unter Kaiser Claudius um 50 n. Chr. im Bereich des Klosters Niedernburg eine befestigte Zollstation angelegt, die die keltische Ortsbezeichnung Boiodurum übernahm. In deren Umfeld entwickelte sich eine Wohn- und Gewerbesiedlung und ein Donauhafen (heute Römerplatz). Am norischen Innufer wurde zur Sicherung der Innmündung unter Kaiser Domitian um 90 n. Chr. anstelle einer früheren keltischen Siedlung eine Befestigung in Holz-Erde-Technik errichtet, das Kastell Boiodurum. Während der frühen und mittleren Kaiserzeit war der militärische Charakter dieses Ortes vorherrschend, wie man anhand von zahlreichen aufgefundenen Zwiebelknopffibeln vermutet. Mit Errichtung des Obergermanisch-rätischen Limes konnte eine sichere und durchgehende Verbindung zwischen West- und Osthälfte des Reiches etabliert werden. Die Donau war nun auf ihrer gesamten Länge unter römischer Kontrolle, weshalb die Armee ihre Grenzsicherung im Raum Passau ebenfalls vom Inn an die Donau vorverlegte. Auf beiden Flüssen entwickelte sich deshalb bald ein intensiver Schifffahrts- und Handelsverkehr. Auf rätischer Seite existierten nacheinander zwei Kastelle. Vermutlich in der Regierungszeit des Kaisers Nero (54–68 n. Chr.) wurde nahe der Ostspitze der Halbinsel das erste Kastell angelegt, das wohl noch primär zur Überwachung des Schiffsverkehrs und der Eintreibung von Zollabgaben diente. Die Nachbarstämme in Magna Germania (das „freie“ Germanien), die Hermunduren und Naristen verhielten sich lange Zeit verhältnismäßig ruhig, weswegen ihnen z. B. auch der Zutritt zu den Märkten der rätischen Provinzhauptstadt Augusta Vindelicorum gestattet wurde.
Zu dieser Zeit bestand auch schon eine gut ausgebaute Römerstraße entlang des Südufers der Donau, auf der man in den Osten des Reiches, bis zum Schwarzen Meer gelangen konnte. Die nächstgelegenen Legionslager und größeren Siedlungen waren Castra Regina (Regensburg) im Westen und Lauriacum (Lorch unterhalb von Enns) die Donau abwärts. Die rätische Zollstation wurde um das Jahr 100 zu einem festen Kastell umgebaut. Ab dem 2. Jahrhundert sind für das Kastell Wehrgräben und steinerne Umfassungsmauern nachgewiesen. Davor breitete sich ein Lagerdorf (vicus) aus. Mit der Stationierung der Cohors IX Batavorum um 160/170 wurde ein neues, größeres Lager notwendig, das die bis zu 1000 Mann starke Truppe aufzunehmen konnte. Das neue Kastell, laut den Quellen Castra Batava oder ad Batavos genannt, stand wohl zwischen Spitz- und Domberg. Beweiskräftige archäologische Funde konnten dort aber nicht gemacht werden. Im Zuge der für das Reich katastrophalen Ereignisse der Markomannenkriege (166–180 n. Chr.) wurde die neronische Befestigung an der Ostspitze vermutlich zerstört und musste aufgegeben werden. Der Vicus (Lagerdorf) des aufgelassenen neronischen Kastells konnte sich wegen Einplanierung der alten Gräben nun auch nach Westen ausdehnen. Auf der Halbinsel entstand während des 2. und in der ersten Hälfte des 3. Jahrhunderts eine stadtähnliche Ansiedlung, Batavis, die zu einem regionalen Schifffahrts-, Verkehrs- und Handelszentrum avancierte. Trotz seiner strategisch günstigen Lage am Schnittpunkt wichtiger Fernverkehrs- und Handelsverbindungen wurde Batavis im Laufe seines Bestehens aber keine höhere Rechtsstellung (municipium oder colonia) zuerkannt. Auch die zivilen Lagerdörfer profitierten massiv von der Pax Romana, einer 250-jährigen andauernden Friedensperiode. Höheren Komfort bot eine beheizbare Badeanlage in Boiodurum. Kleine Götterstatuen, wie die im Altstadtbereich gefundenen Bronzestatuetten des Staatsgottes Jupiter und der Siegesgöttin Victoria, belegen die Praktizierung der im Römischen Reich vorherrschenden Götterkulte. Ein Beweis für weitgespannte Handelsverbindungen ist der Grabstein des Weinhändlers Publius Tenatius Essimus aus Tridentum (Trient). Er importierte italischen Wein und verschiffte ihn über Inn und Donau bis nach Aquincum (Budapest). Fein gearbeitetes Kunsthandwerk wie Gemmen und Frauenschmuck lassen auf einen bescheidenen Wohlstand der Bevölkerung schließen.

### 3. bis 4. Jahrhundert
In Folge seiner Zerstörung durch die Alamanneneinfälle zwischen 260 und 270 n. Chr. wurde das Lager am Domberg aufgegeben. Die militärischen Aktivitäten konzentrierten ab 280 sich wieder auf das östliche Ende der Halbinsel. Hierfür wurde eine neue Befestigung auf dem Brandschutt des mittelkaiserzeitlichen Vicus errichtet. Es handelte sich dabei wohl um eine mauerumwehrte stadtähnliche Siedlung. Eine ihrer Sektionen dürfte mit einem Restkastell massiv befestigt worden sein. Der Ortsname Batavis wurde beibehalten. Auch das Kastell Boiodurum wurde aufgegeben. Die Grenzverteidigung des Donau-Limes wurde nach 280 unter den Kaisern Diokletian, Maximian, Konstantin I. und Valentinian I. grundlegend reorganisiert und konsolidiert. An die Stelle offener Siedlungen und der mittelkaiserzeitlichen quadratischen Kastelle entstanden nun kleinere, aber wesentlich schwerer befestigte Anlagen. Am Ende des 3. Jahrhunderts wurde die Grenzsicherung von den Besatzungen des Kleinkastells Boiotro und dem Burgus Passau-Haibach übernommen. Ersteres stand als neues militärisches Zentrum auf norischer Seite direkt am Innufer. Das Bollwerk sicherte eine gleichnamige Siedlung mit Bootslände und einer Fährverbindung zum rätischen Ufer. Münz- und Keramikbefunde lassen annehmen, dass Boiotro aber schon um 400 vom regulären Militär wieder geräumt wurde. Vermutlich zog seine Garnison ins besser zu verteidigende Batavis ab. Mit dem Abzug bzw. der rasch voranschreitenden Auflösung der weströmischen Armee im frühen 5. Jahrhundert verlor auch Batavis seine militärische Funktion und wandelte sich zu einem rein zivilen Oppidum. In jener Zeit entvölkerten sich wegen der prekären Sicherheitslage auch die villae rusticae auf dem offenen Land und die unbefestigten Städte und Siedlungen. Die Überlebenden der romanischen Bevölkerung musste Schutz hinter festen Mauern suchen. Da sich die Zahl der regulären Truppen schon drastisch verringert hatte, fanden sie diesen meist in den ehemaligen Kastellen.

### 5. bis 10. Jahrhundert
Das Christentum scheint sich nach seiner Tolerierung durch Kaiser Konstantin (324–337) bereits am Ende des 4. Jahrhunderts in den Provinzen Rätien und Noricum durchgesetzt zu haben. Nach dem Tod des Hunnenherrschers Attila im Jahr 453 gelangte Severin von Noricum über Pannonia (Pannonien) nach Noricum ripense (Ufernoricum), dessen schwer bedrängte Bevölkerung zu jener Zeit massiv mit den Auswirkungen des Zerfalls des Weströmischen Reiches und der Völkerwanderung zu kämpfen hatte. Er traf auf eine bereits seit mehreren Generationen christianisierte römische Provinzbevölkerung und versuchte auch, die jenseits der Donau lebenden Germanenstämme zur Annahme des Christentums zu überzeugen. Severin hielt sich hauptsächlich im Donautal zwischen Carnuntum im Wiener Becken und dem Umland von Passau auf. In Boiotro und Batavis standen Kirchen die von Mönchsgemeinschaften betreut wurden. Severin wurde aufgrund seiner guten Kontakte zu den barbarischen Machthabern bald zu einem unentbehrlichen Fürsprecher und Berater der Romanen und verhandelte oft erfolgreich mit örtlichen Germanenfürsten, um Überfälle auf Städte zu verhindern oder Gefangene wieder auszulösen.
Die um 511 verfasste Severinsvita des Eugippius überliefert u. a. auch die Namen einiger romanischer Ortschaften an der oberen Donau, die Severin auf seinen Wanderungen durch die Provinzen Noricum ripense und Raetia secunda besuchte. Batavis wird darin als stadtähnliche Siedlung (oppidum) zwischen Inn und Donau (…inter utraque flumina Aenum atque Danuvium…) und als von festen Mauern umgeben (…extra muros oppidi Batavini…) und von einer – wenn auch kleinen – regulären Garnison der Armee bewacht, beschrieben. Weiters wird berichtet, dass die Stadt noch von Handelsschiffen angelaufen und dass im Umland Landwirtschaft betrieben wurde. Zusammen mit dem Christentum etablierte sich rasch auch eine straff geführte Kirchenorganisation samt Infrastruktur, die schließlich auch die Aufgaben der zerfallenden weströmischen Verwaltung übernahm. So fand Severin in Batavis eine offensichtlich gut funktionierende kirchliche Administration mit Amtsträgern wie Presbytern, Diakonen, Mönchen und sogar einem Sänger vor, die im Dienst eines Bischofs standen. Für Batavis sind auch die Namen eines Presbyters, Lucillius, und eines Diaconus, Amantius, überliefert. Im frühen 5. Jahrhundert entstand im Bereich des Areals der Kirche „Zum Heiligen Kreuz“ ein peristylartiges Gebäude mit einem von Säulen umgebenen Hof. Später wurde dort die erste Kirche der Christengemeinde von Batavis, eine 19 × 14 Meter messende Saalkirche mit Apsis (frühes bis mittleres 5. Jahrhundert) errichtet. Severin soll hier in weiterer Folge auch ein Kloster mit Kirche, Taufkapelle (baptisterium), das vermutlich am Innufer stand, für einige Mönche gegründet haben (…cellulam paucis monachis fundaverat…). Die von Severin bzw. Eugippius erwähnte, Johannes dem Täufer geweihte Basilika in Boiotro war mit ziemlicher Sicherheit die Vorgängerin der heutigen Severinskirche. Die ebenfalls in der Vita erwähnte cella mit Baptisterium in Batavis wird bei Niedernburg oder auf dem Domberg vermutet. Ein archäologischer Hinweis auf das Severinskloster könnte ein Einbau aus dieser Zeit im verlassenen Kastell Boiotro sein. Auch der Handel dürfte noch eine größere Bedeutung gehabt haben, da die Stadtbürger Severin baten, sich für sie beim Rugierkönig Feletheus wegen einer Handelserlaubnis einzusetzen.
Batavis selbst stand unter ständiger Bedrohung durch die Alamannen. Wegen ihrer andauernden Übergriffe baten die Bewohner Severin, ihre Stadt aufzusuchen und mäßigend auf deren König Gibuld einzuwirken, der große Achtung vor ihm hatte. Als dieser alsbald mit seinen Kriegern vor der Stadt erschien, traf Severin mit Gibuld zu einer Unterredung zusammen. Er und ein Mittelsmann, der Diakon Amantius, konnten ihn nicht nur zum Abzug bewegen, sondern auch 70 – vorher von den Alamannen festgesetzte – Romanen wieder in die Stadt zurückführen. Dem Priester (Presbyter) Lucillius gelang später noch einmal ein ähnlicher Erfolg.
Auf Grund der zunehmenden Germanengefahr gaben als erstes die Romanen aus Quintanis – auf dringendes Anraten des Severin – ihre Siedlung auf und flohen zunächst nach Batavis, von wo sie in ein Auffanglager in dem noch halbwegs sicheren Lauriacum (Enns) gebracht werden sollten. Daraufhin belagerten die Alamannen Batavis in der Hoffnung, nun gleich die Bevölkerung von zwei Städten ausplündern zu können. Der Sturm auf die Stadt konnte aber noch einmal knapp abgewehrt werden. Ihre Bürger waren dennoch – trotz eindringlicher Aufforderung Severins, ihre Heimat ebenfalls aufzugeben und mit ihm nach Lauriacum abzuziehen – nicht dazu zu bewegen und forderten ihn stattdessen auf, die Stadt zu verlassen. Das Oppidum wurde schließlich – wie von Severin vorausgesagt – um 476 bei einem Angriff des westgermanischen Stammes der Thüringer unter ihren Anführer Hunumund gebrandschatzt. Seine Bewohner wurden massakriert oder als Sklaven verschleppt. Wie die Grabungen zeigten, dürfte es jedoch nicht vollständig zerstört worden sein, da eine Siedlungskontinuität auch über diese Katastrophe hinaus nachgewiesen werden konnte. Nicht alle Geschichten der Vita gelten indes als glaubwürdig. Dass die gesamte römische Bevölkerung ihre Heimatprovinzen verlassen habe, entspricht wohl nicht der Wahrheit. Vielmehr folge Eugippius’ Schilderung einem biblischen Vorbild – dem Auszug der Israeliten aus Ägypten. Eugippius stilisierte seinen Helden Severin zu einem neuen Moses. Dass viele Provinzialen wohl nicht abgewandert waren, legen auch die vielen Ortsnamen entlang der Donau nahe, die lateinische Wurzeln haben. Solche Kontinuitäten seien aber unwahrscheinlich, wenn alle Bewohner ihre Heimat verlassen hätten. Auch Für Passau bedeutete dies nicht unbedingt das Ende der römischen Kultur. Einige der romanisierten Einwohner harrten hier weiter aus, und die Germanen waren zum Teil bereits christianisiert und übernahmen einige römische Traditionen. Die Stadt war bis weit ins 6. Jahrhundert auch Sitz eines Bischofs. Reste der römischen Mauer schützten wohl auch noch die frühmittelalterliche Stadt Bazzawe, bis diese 977 auf Befehl Kaiser Ottos II. abgebrochen wurden.

## Kastelle
Im Bereich von Passau-Altstadt entstanden in der Antike drei Kastelle:
- ein claudisch/neronisches oder spätflavisches Lager (Kastell I oder Zollstation),
- ein antoninisches Lager (Kastell II Castra Batava oder ad Batavos) und
- das spätantike Lager (Kastell III oder Oppidum Batavis).

Kastell I: Das frühe Lager wurde um 50 n. Chr. gegründet. Sein Standort erstreckte sich wohl auf das Areal von Kloster Niedernburg-Römerplatz-Bräugasse. Vermutlich war es anfangs von drei Wehrgräben umgeben. Am Ende des 1. Jahrhunderts n. Chr. wurde es noch etwas erweitert und im Westen durch fünf Wehrgräben abgesichert. Auch der Standort eines Torbaues ist bekannt. Von seinen Innenbauten wurden wegen der dichten neuzeitlichen Überbauung nur sehr geringe Spuren gefunden. Die Gräben des Lagers wurden später anscheinend wieder zugeschüttet. An der heutigen Prinzregent Luitpold Brücke (Hängebrücke) fand sich noch ein Abschnitt eines zwei Meter tiefen und fünf Meter breiten Grabens, der sich bis zum Kloster Niedernburg und dann noch weiter zur Donau zog. Die Ausgräberin, Susanne Arnold, nimmt an, dass er ebenfalls zu diesem Lager gehörte.
Kastell II: Dieses Lager wurde in der Zeit um 140 bis 180 n. Chr. am Plateau zwischen Spitzberg und Domberg – vermutlich im Bereich Nikolastraße und dem Exerzierplatz – errichtet. Ein 1908 entdecktes, etwa zwei Meter breites Mauerfundament im Osten des Exerzierplatzes ist sein einziger bekannter Überrest.
Kastell III: Nach der Zerstörung von Kastell II, um 270 n. Chr., wurde nahe der Ortsspitze ein neues Kastell errichtet. Dieses wurde im frühen 5. Jahrhundert der Zivilbevölkerung als Siedlungsplatz überlassen. Reste der spätantiken Umwehrung konnten bislang anhand von Spolien aus dem Inn nachgewiesen werden, vermutlich stürzte dieser Mauerabschnitt im Mittelalter größtenteils in den Fluss.

## Römerwehr
Diese Mauer, deren Reste sich auf der Südseite des Domberges von der Stadtpfarrkirche St. Paul bis zur Schwesterngasse verfolgen ließen, bestand aus Granit- und Gneisgestein und besaß ursprünglich auch einen durch einen Zinnenkranz gedeckten Wehrgang. Erst seit dem frühen 19. Jahrhundert trägt diese – vorher nur als „Wehre“ (Joseph Lenz, 1819) bezeichnete – Mauer den irreführenden Namen „Römerwehr“ (Kreation Adam Joseph Freiherr von Mulzer, ab 1829). Bei einer Nachgrabung im Seminargarten von St. Stephan, ausgeführt durch die Stadtarchäologie Passau, wurden die Ergebnisse von Paul Reineckes Grabung im frühen 20. Jahrhundert mit modernen Untersuchungsmethoden nachgeprüft. Die von Reinecke als bajuwarische Wallanlage auf spätrömischen Fundamenten angesehene Befestigung dürfte in Wirklichkeit in die Zeit der Wende vom 9. auf das 10. Jahrhundert datieren und im Krieg von 977, geführt zwischen Kaiser Otto II. und Herzog Heinrich dem Zänker, zerstört worden sein. Diese Datierung ließ sich allerdings nicht völlig durch die Begleitfunde absichern, die Bauart der Mauer erinnert jedoch stark an andere Befestigungen gleicher Zeitstellung, wie etwa ein baugleiches Exemplar in Roßthal. Der von Reinecke noch als spätantik angesprochene Vorgängerwall dürfte somit in Wirklichkeit zur frühmittelalterlichen Befestigung des Dombezirks gehört haben.

## Garnison
Folgende Einheiten sind als Besatzung der Kastelle bekannt bzw. kämen dafür in Frage:
| Zeitstellung           | Truppenname | Bemerkung | Abbildung |
| ---------------------- | --- | --- | --------- |
| 1. Jahrhundert         | Hilfstruppenkohorte?                                                                                                  | Die Besatzungstruppe des frühen Kastells ist unbekannt. |           |
| 2. bis 3. Jahrhundert  | Cohors nona Batavorum equitata millaria exploratorum (die neunte, teilberittene Kohorte der batavischen Kundschafter) | Wann sie nach Passau verlegt wurde, ist umstritten; sie ist auf Militärdiplomen seit 147 in Raetien nachweisbar und steht bis in das frühe 5. Jahrhundert in Batavis. Diese, ab 160/170 n. Chr. hier nachweisbare und aus rund 1000 Mann bestehende Einheit (inkl. 200 Reiter) stammt ursprünglich vom Niederrhein. Dietwulf Baatz identifizierte sie auch als Stammtruppe für Kastell Ruffenhofen, sie dürfte auch zeitweilig auch im Kastell Weißenburg gelegen haben. Dort war sie wohl im sogenannten Ostkastell stationiert gewesen, das aber nur kurzzeitig bestand und spätestens 125 n. Chr. geräumt worden ist. Die Truppe wurde wohl im Zuge der Vorbereitungen für den Einfall in das Gebiet der Markomannen unter Kaiser Marc Aurel nach Batavis verlegt. |           |
| 3. bis 5. Jahrhundert? | Cohortis nonae (nova?) Batavorum (die neunte/neue? Kohorte der Bataver)                                               | Die Bataverkohorte und der Rang ihres kommandierenden Offiziers (tribunus) scheinen auch noch in der spätantiken Notitia dignitatum, in der Truppenliste des Dux Raetiae, unter ihrer alten Ordnungsnummer auf. Rupert Aign vermutet hingegen, dass die Truppe als im 4. Jahrhundert n. Chr. neu aufgestellt worden ist (cohors nova). |           |
| 4. bis 5. Jahrhundert? | Numerus Batavinus (eine Schar Bataver)                                                                                | Aus der Bataverkohorte ging in der Endphase des Oppidums möglicherweise der – in der Severinsvita erwähnte – Numerus hervor (…militares turmae sunt deletae cum limite, Batavino utcumque numero perdurante…), wahrscheinlich eine etwa 40–50 Mann starke Wachtruppe (vigiles). Vermutlich bestand sie aus versprengten Limitanei und neu angeworbenen Romanen. Sachfunde deuten darauf hin, dass unter ihnen auch Soldaten germanischer Herkunft waren. Die Anwesenheit einer solchen Einheit in dieser Region ist ansonsten nur durch den Fund einiger Ziegelstempel im oberösterreichischen Teil des Donaulimes bekannt. Ihre Zuordnung ist allerdings bis heute umstritten. Es hat den Anschein, dass sie, trotz Auflösung des Grenzschutzes Anfang bis Mitte des 5. Jahrhunderts, weiter in ihrer Garnison ausharrte. Möglicherweise lag dieser Numerus in einem eigenen Binnen- oder Restkastell innerhalb der Stadtmauern, da das Kastell Boiotro am gegenüberliegenden, norischen Innufer – nach Auswertung der bisher gemachten Befunde – im fortgeschrittenen 5. Jahrhundert nicht mehr vom regulären Militär besetzt war. Laut einer Passage in der Severinsvita beschlossen die Soldaten, die für ihren Dienst wohl hauptsächlich mit Naturalien entlohnt worden waren, eine Abteilung nach Italien in Marsch zu setzen, um dort den längst überfälligen Sold (extremum stipendium) einzufordern. Auf dem Weg dorthin geriet sie jedoch in einen feindlichen Hinterhalt und wurde bis auf den letzten Mann niedergemacht. Da die Männer selbst nach langer Zeit nicht zurückgekehrt waren, brach ein Suchtrupp auf. Der fand an einem Flussufer ihre angespülten Leichen. Der Rest der Truppe fand später bei der Erstürmung der Stadt durch Hunumund ihr Ende. |           |

## Zivilsiedlungen

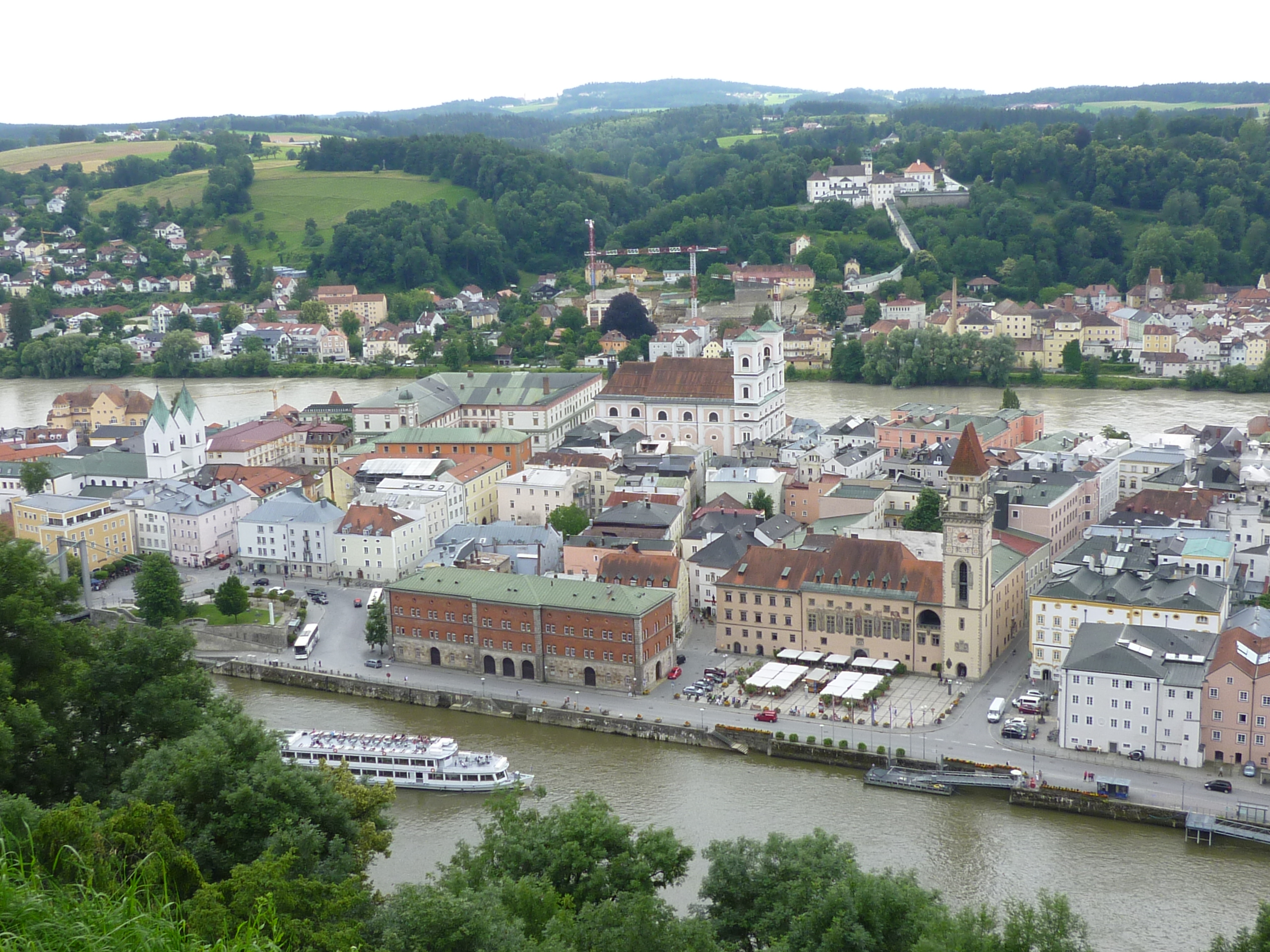
Rathaus, Zollamt und Römerplatz, Standort des römischen Hafens, Blick aus Nord

Spuren von gewerblich genutzten, hölzernen Streifenhäusern des vicus, der in etwa die gleiche Ausdehnung wie das spätkeltische Oppidum hatte, konnten auf der etwas tiefergelegenen Terrasse um die Kirche „Zum Heiligen Kreuz“ im Kloster Niedernburg nachgewiesen werden (ca. 200 n. Chr.). Die Auswertung der Fundstrecken bzw. Kartierung der dabei gemachten Funde ergab eine Ost-West-Ausdehnung der Siedlung auf eine Länge von rund 1250 Metern. Bei der Filialkirche St. Johannes der Täufer, die Spitalkirche des St.-Johannes-Spitals am Rindermarkt, stieß man auf ein antikes Gräberfeld (Brandgräber). Ein Übergang über den Inn zum Kastell Boiotro befand sich wahrscheinlich im Bereich der heutigen Augustinergasse oder Innstraße.
Das spätantike, nur 200 × 150 Meter große Oppidum war im Vergleich zum mittelkaiserzeitlichen Vicus in seinem Umfang wesentlich reduziert worden. Im Norden Osten und Süden war die Umwehrung vom Wasser umgeben. Im Westen errichtete man eine massive Quermauer, die die spätrömische Siedlung vom – inzwischen vollkommen verödeten Vicus – und vom Landesinneren abtrennte. Münzen und Kleinfunde (Keramik) belegen, dass die Siedlung im 4. und 5. Jahrhundert von einer Mischbevölkerung aus Romanen und Germanen (Zivilisten, Händler und Soldaten) bewohnt war. Die sehr einfach ausgeführten Häuser bestanden im Wesentlichen aus Holz und Fachwerk, die auf schmalen Steinfundamenten aufgesetzt waren. Unterkellerungen, wie sie manchmal noch bei mittelkaiserzeitlichen Bauten vorhanden waren, konnten nicht entdeckt werden. Unter der Kirche „Zum Heiligen Kreuz“ im Kloster Niedernburg fanden sich auch die Überreste einer frühchristlichen, 27 × 13,5 Meter großen Saalkirche mit Apsis und Vorhalle, die mit noch anderen Bauten in Verbindung stand. Laut Walter Sage könnte es sich dabei um die Kirche des von Severin im 5. Jahrhundert errichteten Klosters handeln. Eine in der Vita erwähnte Taufkapelle (Baptisterium) konnte bisher nicht archäologisch nachgewiesen werden. Östlich des Rathausplatzes befand sich vermutlich eine Hafenanlage.

## Wirtschaft

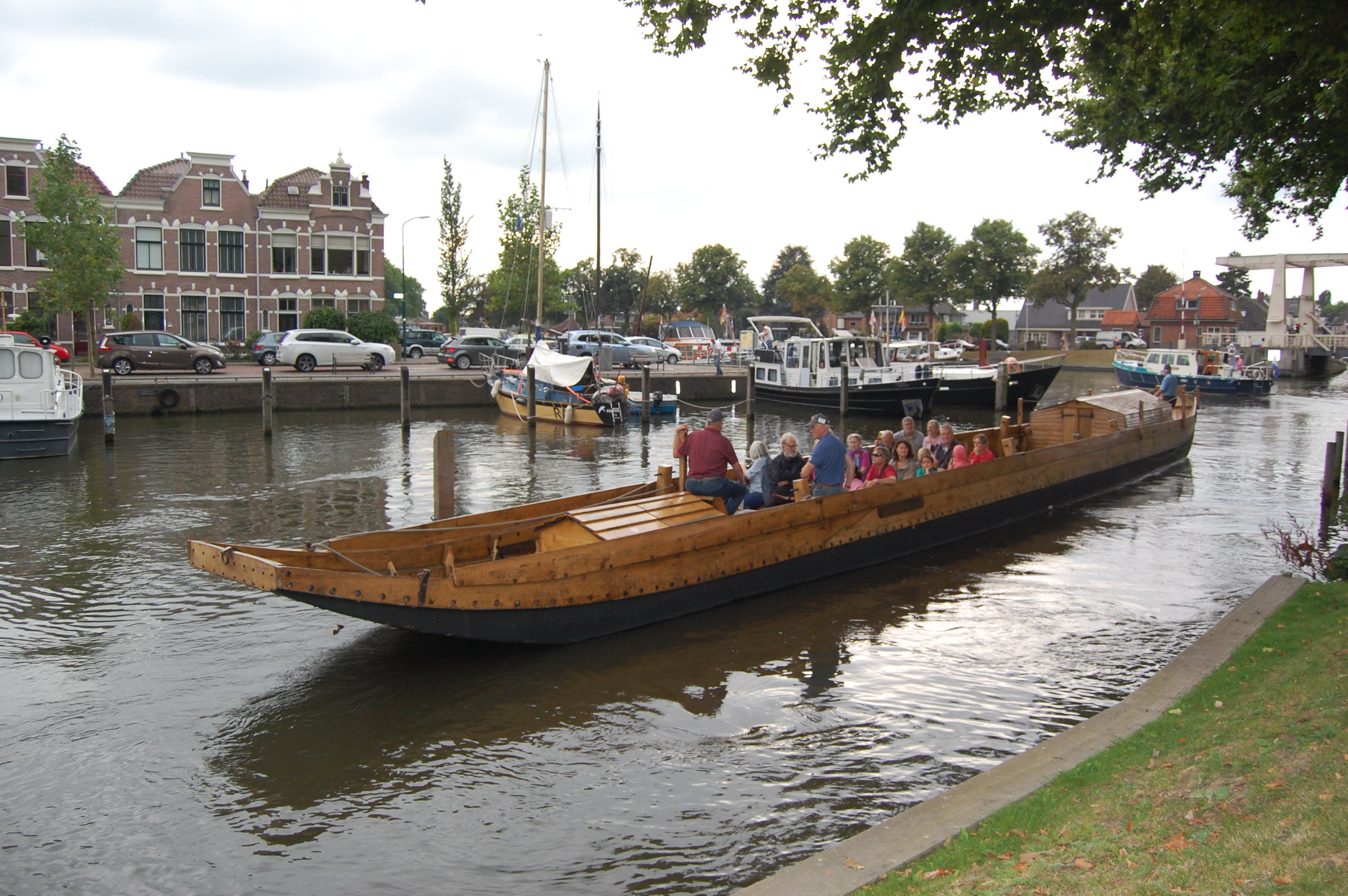
Rekonstruktion eines römischen Flussfrachters

Die Bewohner des keltischen Oppidum betrieben wohl hauptsächlich Landwirtschaft, handelten aber auch mit Graphit (zur Herstellung feuerfester Töpfe) aus Kropfmühl sowie Salz. Ansonsten waren die Ansiedler wegen der Flussläufe – und auch des Mangels an genügend brauchbaren Ackerland in unmittelbarer Nähe – auf die Schifffahrt zur Bestreitung ihres Lebensunterhaltes angewiesen. Die günstige Verkehrslage ließ hier schon in vorrömischer Zeit einen Marktort entstehen. Damals wurde der Großteil der Warentransporte über den Wasserweg abgewickelt, da dies bedeutend kostengünstiger und einfacher war als der Transport mittels Fuhrwerken. Außerdem konnten so größere Mengen an Gütern in relativ kurzer Zeit verfrachtet werden – besonders in Richtung flussabwärts. Doch auch die Verschiffung entgegen der Strömung war durch Treideln möglich. So spielte Passau mit seiner günstigen Lage an drei Flüssen schon immer eine bedeutende Rolle als Güterumschlagplatz. Der Inn entspringt in den Schweizer Alpen, damals mitten im Römischen Reich, er verläuft nach Nordosten und fungierte damit als innerrömische Nord-Süd-Verbindung, über die ein reibungsloser Warenaustausch zwischen denn Provinzen abgewickelt werden konnte. Zudem markierte er die Zollgrenze. Die Ilz war ebenfalls eine Nord-Süd-Verbindung, allerdings keine im römischen Machtbereich den der Fluss verlief ausnahmslos durch das Barbaricum. Sie wurde aufgrund ihrer geringen Größe, ihres Verlaufs durch den Bayerischen Wald und der meist angespannten Verhältnisse zu den germanischen Stämmen weniger als Handelsweg genutzt. Es ist jedoch nicht ausgeschlossen, dass zumindest größere Mengen Holz über die Ilz transportiert wurde, da es aufgrund massiver Rodungen im römischen Herrschaftsgebiet hier zu einer Knappheit gekommen war. Die Donau verläuft von Westen nach Osten. Sie ist um ein Vielfaches länger als die anderen beiden Flüsse und ab Passau auch wesentlich breiter. Der Strom fließt bis ins Schwarze Meer und war ein elementarer Bestandteil der römischen Wirtschaft, zusätzlich stellte sie eine die Kulturen übergreifende Ost-West-Verbindung dar. Die örtlichen Handwerker waren vor allem in der Eisenverarbeitung, der Glasproduktion und der Töpferindustrie tätig. In der frühen Kaiserzeit entwickelte sich das Handwerk im Vicus nach römischem Vorbild. Die Kleinfunde, Messerklingen, eine Zange, ein eiserner Vierzack (Krähenfuß) lassen u. a. auf eine eisenverarbeitende Werkstatt schließen. Zeugnisse für die – vermutlich im Ort selbst ansässigen – Steinmetzwerkstätten ist ein 1980 in der „Parzgasse 3“ aufgefundener Weihelaltar für den Gott Herkules Augustus und – der später als Taufbecken in der Kirche St. Severin benutzte – Grabstein des Zollbeamten Faustinianus. Von hoher handwerklicher Qualität ist auch der 1981 beim Schaiblingturm ausgebaggerte Inschriftenstein des Trientiner Weinhändlers Publius Tenatius Essimus, der ursprünglich Bestandteil seines aufwendig gestalteten Grabmals und in der Spätantike vermutlich für die Stadtmauer zweitverwendet worden war. Er ist auch ein Beweis für den damals offenbar sehr einträglichen Weinhandel zwischen Raetia/Noricum, dem Barbaricum und Italia. Über die römische Limesstraße wurde vor allem Wein aus Oberitalien, Sigillatgeschirr aus dem Rheinland und Glas aus Pannonien transportiert. Aus den Lagerstätten in den Alpen kamen auch weiterhin große Mengen des begehrten Salz an die Donau. Wein und Salz wurden vermutlich von hier aus weiter in den böhmischen Raum verhandelt. Lehmvorkommen westlich der Stadt und am Fuß der Festung Oberhaus ermöglichten wohl auch die Ziegelherstellung vor Ort.

## Bevölkerung
Die Bevölkerung setzte sich aus einer kleineren Oberschicht indigener Römer (Truppenkommandanten, Offiziere) und einer breiteren Mittelschicht von Soldaten aus allen Teilen des Reiches zusammen. Am Ende ihrer Dienstzeit wurde ihnen das römische Bürgerrecht zuerkannt und heirateten danach wohl meist einheimische Frauen. Im Laufe der Zeit kamen Händler, Schiffsleute, Handwerker, Gastwirte hinzu – sie waren die Nachkommen der keltischen Urbewohner und Zugezogene aus Italien oder anderen römischen Provinzen. Sie verständigten sich untereinander mit der im Reich vorherrschenden Amts- und Kultursprache Latein und waren gegenüber dem römischen Kaisertum loyal. Mit der constitutio Antoniana unter Caracalla (212) wurden schließlich alle freien Provinzialen zu römischen Bürgern erklärt. In der Spätantike (Ende 5. Jahrhundert) gewinnen in der provinzialrömischen Bevölkerung zunehmend germanische Elemente – als Hilfstruppen und Verbündete – an Einfluss.

## Denkmalschutz, Hinweise
Kastell Batavis und die erwähnten Anlagen sind als eingetragene Bodendenkmale im Sinne des Bayerischen Denkmalschutzgesetzes geschützt. Nachforschungen und gezieltes Sammeln von Funden sind genehmigungspflichtig, Zufallsfunde sind den Denkmalbehörden anzuzeigen. Auf Grund der dichten mittelalterlichen und neuzeitlichen Bebauung haben sich am Domberg, beim Kloster Niedernburg und am Dreiflusseck keine obertägigen römischen Baureste erhalten. Zur Erinnerung an den römischen Donauhafen und die Kastellsiedlung erhielt die Freifläche vor der Hängebrücke den Namen „Römerplatz“.